# Le Maître du mystère
Le Maître du mystère (titre original :The Master of Mystery) est une nouvelle américaine de Jack London publiée aux États-Unis en 1902.

## Historique
La nouvelle est publiée initialement dans le magazine Out West en septembre 1902, avant d'être reprise dans le recueil Les Enfants du froid également en septembre 1902.

## Éditions

### Éditions en anglais
- The Master of Mystery, dans le périodique Out West, septembre 1902.
- The Master of Mystery, dans le recueil Children of the Frost, New York ,The Macmillan Co, septembre 1902.

### Traductions en français
- Le Maître du mystère, traduit par Louis Postif, in L'Opinion, novembre-septembre 1923.

## Sources
- (en) Jack London's Works by Date of Composition
- http://www.jack-london.fr/bibliographie